# 北海道夕張高等学校
北海道夕張高等学校（ほっかいどうゆうばりこうとうがっこう、Hokkaido Yubari High School）は、北海道夕張市に所在する道立高等学校。

## 歴史
1936年に夕張高等家政女学校として開校。幾多の変遷を辿り、1951年12月に北海道夕張南高等学校となる。その後1992年に旧制中学校を前身とする北海道夕張北高等学校と統合、北海道夕張高等学校と改称された。
2007年に夕張市が財政再建団体となったことで閉校が囁かれた。これは、少なくとも平成13年度から平成18年度を除き定員割れが続いていたこと、また平成18年8月に北海道教育委員会により策定された「新たな高校教育に関する指針」により、1学年3学級以下の小規模校の場合、再編の可能性が高くなり、その当時1学年2学級であったため、再編の可能性が高かったためである。しかし地元進学率が高いこと（平成26年度夕張中学校卒業生65名のうち、夕張高校進学者37名［地元進学率：約56.9％］であった。また平成27年度高校入学者39名であり、地元中学卒業者が占める割合は約94.9％であった。）、他の高校に通う場合に通学が難しい地域である状況を踏まえて、学級減にした上で存続している。
一学年の定員は平成18年度より80名であった。平成18年度を除いて、毎年定員割れとなっていた影響（入学定員充足率が高い年：平成19年度［83.75％］、入学定員充足率が低い年：平成22年度［60％］）から平成25年度以降は、40名で募集している。また、平成31年度の入学生は20名であった。（1学年の在籍生徒数が5月1日時点で20名未満であり、かつ生徒数の増加が見込まれない場合は、再編整備される可能性が更に高くなる）更に、平成31年度より地域連携特例校が導入され、岩見沢東高等学校が協力校となる。
令和6年度の新入生は26名。全校生徒59名である。

## 沿革
- 1936年4月1日 - 夕張町立高等家政女学校として開校。夕張尋常高等小学校を仮校舎とする。
- 1938年11月23日 - 独立校舎へ移転。
- 1940年4月1日 - 夕張町立高等女学校と改称。
- 1941年4月1日 - 市制施行により夕張市立高等女学校改称。
- 1944年3月31日 - 女子勤労挺身隊出動式挙行。
- 1945年6月30日 - 学徒隊結成式挙行。
- 1947年5月28日 - 新憲法施行記念植樹。
- 1948年4月1日 - 学制改革により夕張市立高等学校と改称。全日制普通科設置。
- 1950年4月1日 - 男女共学開始。
- 1950年7月25日 - 北海道夕張東高等学校と改称。
- 1951年4月1日 - 商業科設置。
- 1951年10月1日 - 校歌制定。
- 1951年11月25日 - 現在地の新校舎へ移転。
- 1951年12月15日 - 北海道夕張南高等学校と改称。
- 1952年4月19日 - 定時制第1回入学式挙行（普通科・商業科）。
- 1952年4月20日 - 登川分校設置（1954年道立移管、北海道夕張登川高等学校）。
- 1953年4月12日 - 定時制真谷地分室設置（1955年独立、北海道夕張真谷地高等学校）。
- 1976年3月31日 - 定時制商業科閉科。
- 1978年4月1日 - 定時制募集停止（1981年3月31日閉課）。
- 1983年3月14日 - 格技場落成。
- 1983年12月9日 - 体育館、2・3線校舎焼失。
- 1985年12月17日 - 夕張南高事件最高裁判決。
- 1986年2月6日 - 新校舎落成、移転。
- 1987年9月20日 - 創立50周年・校舎改築記念式典挙行。
- 1992年3月24日 - 北海道夕張南高等学校閉校式挙行。
- 1992年4月1日 - 北海道夕張北高等学校と統合し、北海道夕張高等学校と改称（普通科4学級）。校歌は夕張南高校より継承。
- 1994年3月31日 - 商業科閉科。
- 2006年10月8日 - 創立70周年記念式典挙行。
- 2015年4月1日 - 学級数普通科1間口3学級
- 2016年10月30日 - 創立80周年記念式典挙行。

## 交通
- 夕鉄バス夕張高校バス停留所
  - 廃線：JR北海道石勝線南清水沢駅

## 学校名について
以下のとおり、時代によって別の学校が、夕張高や夕張東高を校名としていたので、注意が必要である。
- 北海道夕張東高等学校から北海道夕張南高等学校と改称後、1962年に北海道夕張鹿島高等学校が北海道夕張東高等学校と改称した（1983年閉校）。
- 統合相手であった北海道夕張北高等学校は、かつての旧制夕張中学校であり、学制改革で北海道立夕張高等学校となっていた。

## 著名な出身者
- 旧制・夕張中学校（北海道夕張北高等学校の前身）
  - 高秀秀信（元横浜市長）
  - 坊屋三郎（喜劇俳優）
  - 伊吹聰太朗（時代劇俳優）
- 北海道夕張北高等学校
  - 大橋純子（歌手）
  - 藤倉肇（元夕張市長）
  - 後藤健二（元夕張市長）
  - 垂木勉（ナレーター・声優）
  - 中沢健次（元衆議院議員）
  - 秋元克広（札幌市長）
  - 中田鉄治（元夕張市長）
  - 厚谷司（夕張市長）
  - 工藤雅典（映画監督）
- 北海道夕張南高等学校
  - 今野勉（プロデューサー・演出家・脚本家）
  - 福崎睦美（元女流棋士）
  - 高泉秀輝（元プロ野球選手）